# Lotus Evora
Lotus Evora – sportowy samochód osobowy produkowany przez brytyjską firmę Lotus w latach 2009–2021. Dostępny jako 2-drzwiowe coupé. Do jego napędu użyto pochodzącego od Toyoty silnika V6 o pojemności 3,5 litra. Moc przenoszona jest na oś tylną poprzez 6-biegową manualną skrzynię biegów. Projektantem nadwozia Evory jest Russell Carr.

## Dane techniczne

### Silnik
- V6 3,5 l (3456 cm³), 4 zawory na cylinder, DOHC
- Układ zasilania: wtrysk EFi
- Średnica × skok tłoka: 94,00 mm × 83,00 mm
- Stopień sprężania: 10 : 1
- Moc maksymalna: 280 KM (205,8 kW) przy 6400 obr./min
- Maksymalny moment obrotowy: 342 N•m przy 4700 obr./min

### Osiągi
- Przyspieszenie 0-100 km/h: 4,9 s[3]
- Prędkość maksymalna: 261 km/h[3]